# 富泰邨
富泰邨（英語：Fu Tai Estate）是香港的一個公共屋邨，位於新界屯門東北部的虎地，毗鄰嶺南大學。屋邨於1998年開始興建，並於2000年11月入伙，現由中國海外物業服務有限公司負責屋邨管理。

## 概要
本邨原址是虎地中村，取「虎地」諧音命名為富泰邨，而本邨的居民主要是受新發邨拆卸影響的居民。本邨當中的康和式設計的樓宇，原本屬於居者有其屋第23期乙。其後政府希望把輪候公屋時間縮減至三年，所以把本邨的康和一型樓宇，改作出租公屋，所以這些樓宇的租金較同期落成的昂貴。
富泰邨位於屯門第52區，入伙前定為出租公屋、可租可買計劃及居屋出售的綜合屋苑，原本命名為「富泰苑」。而現時的君泰樓、愛泰樓、美泰樓及秀泰樓，當時命名為君泰閣、愛泰閣、美泰閣及秀泰閣，當中愛泰閣列為當時的可租可買計劃樓宇出售；而君泰樓、美泰樓及秀泰樓早已列為租住公屋出租，唯該等大廈名稱的後綴為「閣」、並非「樓」；其他的康和型大廈作為居屋出售。
然而到了2000年，政府將包括富泰苑在內全部擬於居屋第23期乙，以及部份可租可買計劃第2期出售屋苑、改為租住公屋出租，以縮短公屋輪候年期至三年、並試圖挽救樓市，因此本邨改稱為富泰邨，樓宇名稱中「閣」由「樓」取代。

## 屋邨資料

### 樓宇
| 樓宇名稱（座號）                         | 樓宇類型                                      | 落成年份 | 層數                    | 每層伙數                   | 每座單位總數（伙） | 建築師       | 承建商       | 提供升降機服務的廠商 | 期數 | 原訂名稱     |
| ---------------------------------------- | --------------------------------------------- | -------- | ----------------------- | -------------------------- | ------------------ | ------------ | ------------ | -------------------- | ---- | ------------ |
| 愛泰樓（第1座／H座） （英語：Oi Tai House）          | 和諧一型第九款 （第三代半）                   | 2000年   | 40                      | 16                         | 640                | 房屋署建築師 | 西松建設     | 東芝                 | 1    | 富泰苑愛泰閣 |
| 秀泰樓（第2座／J座） （英語：Sau Tai House）          | 和諧一型第六款（第三代半） 連新和諧附翼第三型 | 2000年   | 40（主樓） 20（附翼）   | 28（1-20樓） 20（21-40樓） | 940                | 房屋署建築師 | 西松建設     | 東芝                 | 1    | 富泰苑秀泰閣 |
| 美泰樓（第3座／K座） （英語：Mei Tai House）          | 和諧一型第六款（第三代半） 連新和諧附翼第三型 | 2000年   | 40（主樓） 20（附翼）   | 28（1-20樓） 20（21-40樓） | 940                | 房屋署建築師 | 西松建設     | 東芝                 | 1    | 富泰苑美泰閣 |
| 迎泰樓（第4座／A座） （英語：Ying Tai House）          | 康和一型第二款                                | 2000年   | 40                      | 8                          | 320                | 房屋署建築師 | 保華建業集團 | 東芝                 | 2    | 富泰苑迎泰閣 |
| 賢泰樓（第5座／B座） （英語：Yin Tai House）          | 康和一型第一款                                | 2000年   | 40                      | 8                          | 320                | 房屋署建築師 | 保華建業集團 | 東芝                 | 2    | 富泰苑賢泰閣 |
| 仁泰樓（第6座／C座） （英語：Yan Tai House）          | 康和一型第一款                                | 2000年   | 40                      | 8                          | 320                | 房屋署建築師 | 保華建業集團 | 東芝                 | 2    | 富泰苑仁泰閣 |
| 健泰樓（第7座／D座） （英語：Kin Tai House）          | 康和一型第二款                                | 2000年   | 40                      | 8                          | 320                | 房屋署建築師 | 保華建業集團 | 東芝                 | 2    | 富泰苑健泰閣 |
| 寧泰樓（第8座／E座） （英語：Ning Tai House）          | 康和一型第二款                                | 2000年   | 40                      | 8                          | 320                | 房屋署建築師 | 保華建業集團 | 東芝                 | 2    | 富泰苑寧泰閣 |
| 逸泰樓（第9座／F座） （英語：Yat Tai House）          | 康和一型第一款                                | 2000年   | 40                      | 8                          | 320                | 房屋署建築師 | 保華建業集團 | 東芝                 | 2    | 富泰苑逸泰閣 |
| 頌泰樓（第10座／G座） （英語：Chung Tai House）         | 康和一型第一款                                | 2000年   | 40                      | 8                          | 320                | 房屋署建築師 | 保華建業集團 | 東芝                 | 2    | 富泰苑頌泰閣 |
| 君泰樓（第11座／L座） （英語：Kwan Tai House）         | 單方向設計大廈 （和諧式設計）                 | 2000年   | 22 （連計算平台共28層） | 14                         | 308                | 房屋署建築師 | 德信建築     | 日立                 | 3    | 富泰苑君泰閣 |
| 服務設施大樓（第12座／AFB座） （英語：Ancillary Facilities Block） | 長者住屋                                      | 2000年   | 5                       | （不適用）                 | （不適用）         | 房屋署建築師 | 德信建築     | 日立                 | 3    | （不適用）   |

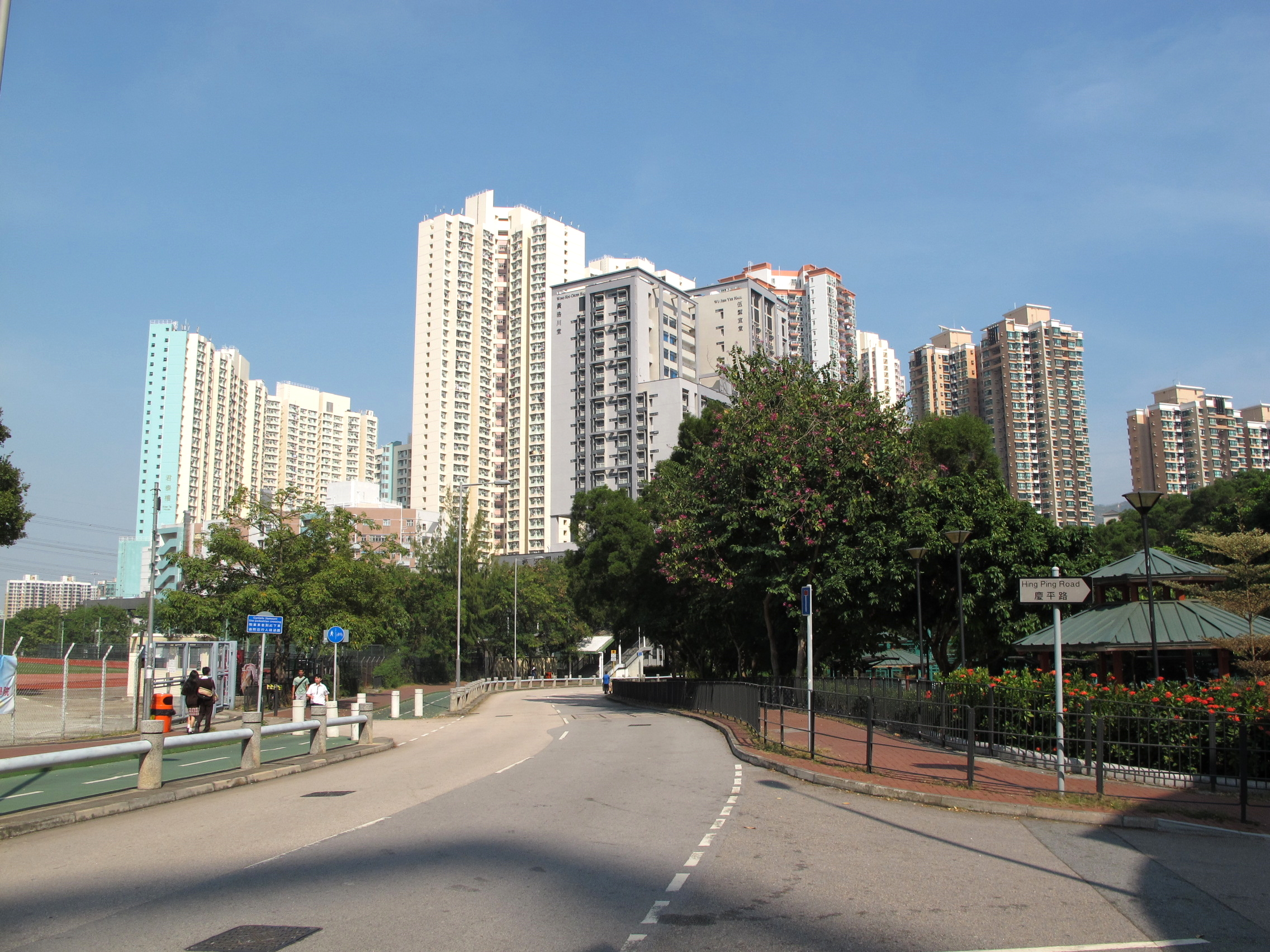
富泰邨西南面與毗鄰的倚嶺南庭（2013年11月）
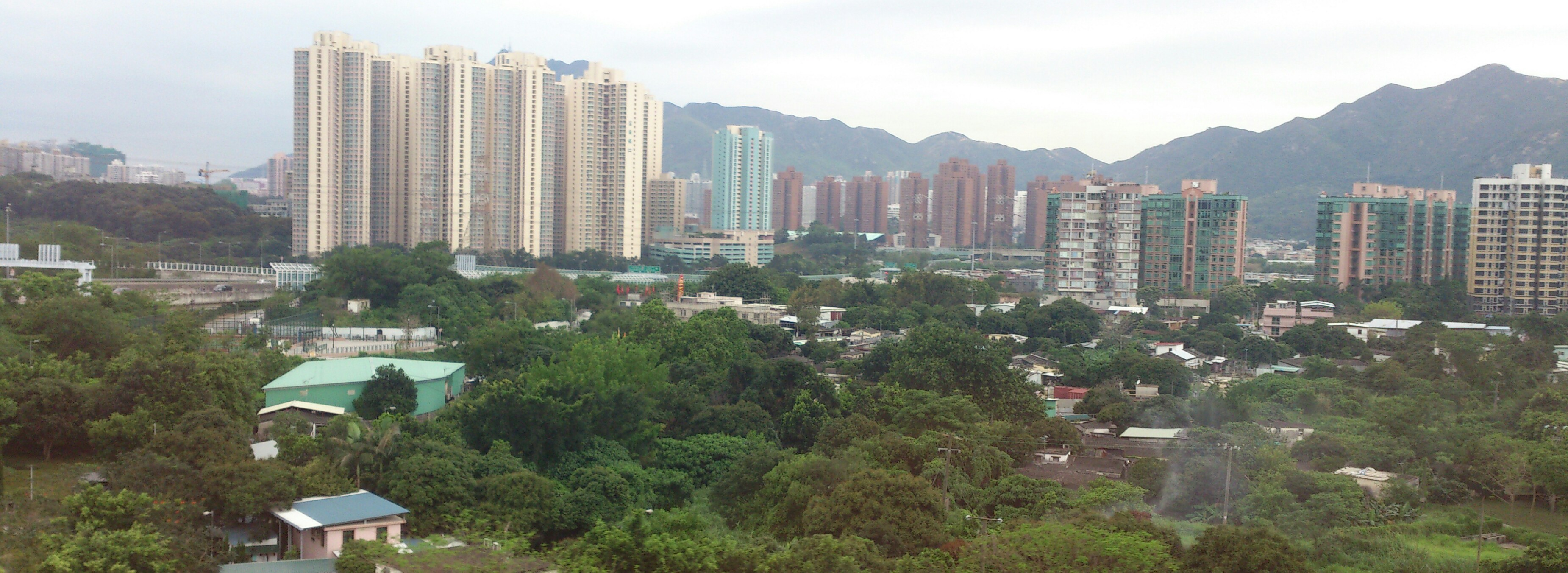
富泰邨西面全貌與附近屋苑（2013年5月）
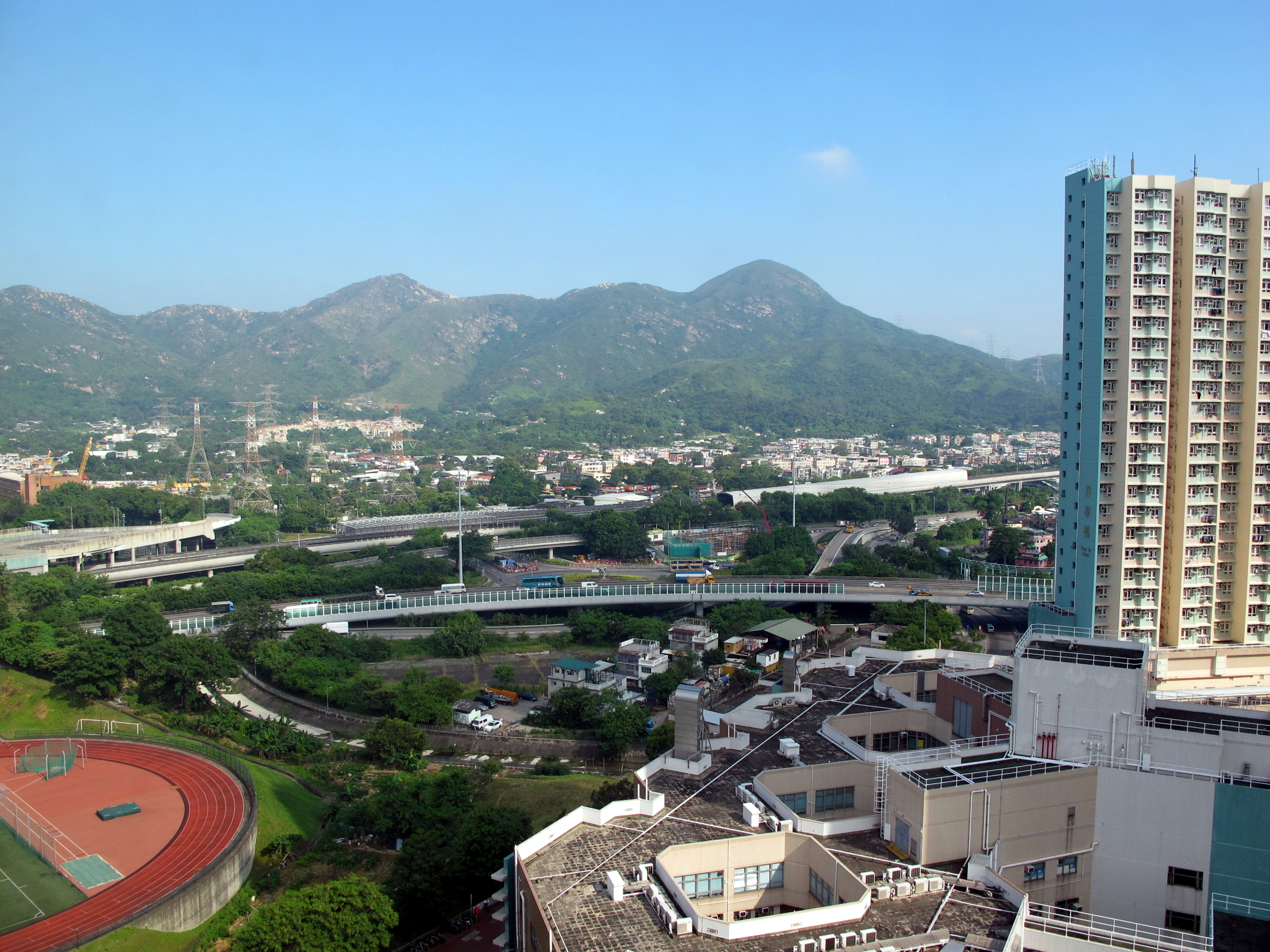
君泰樓及藍地（2013年9月）
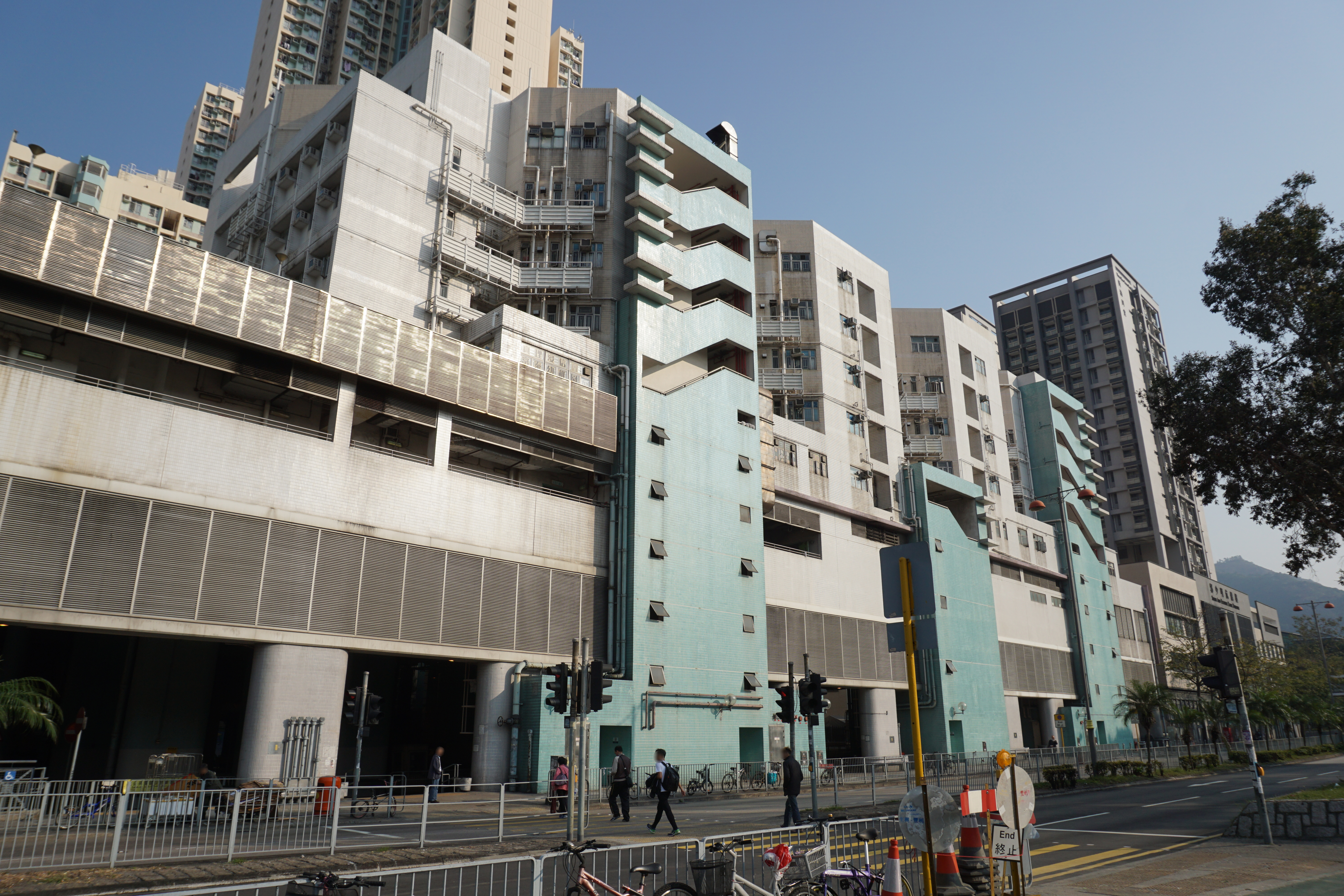
服務設施大樓
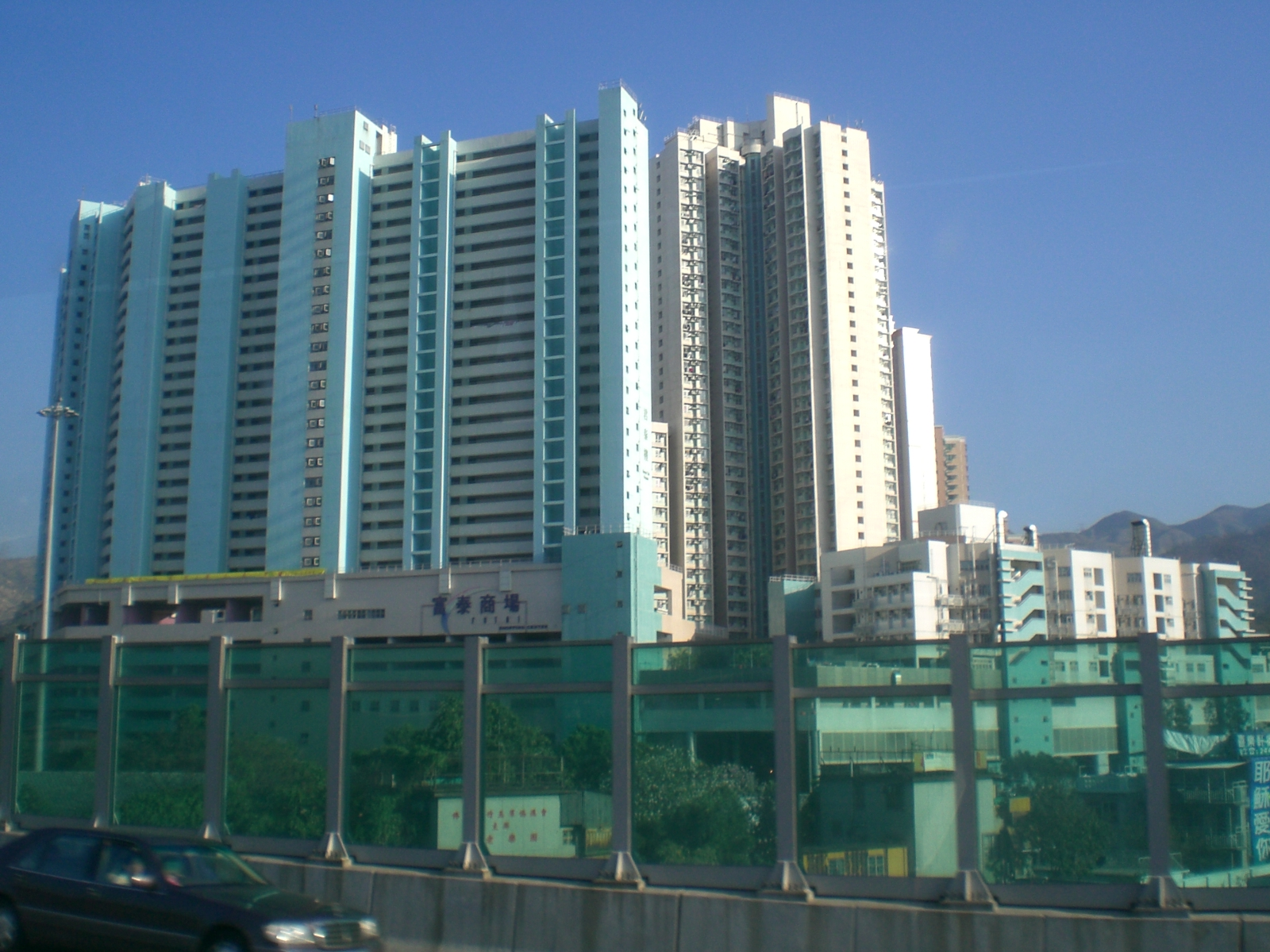
元朗公路望向隔音屏外的富泰商場及北面部份樓宇（2008年1月）

### 設施

#### 富泰商場
富泰商場樓高3層，地下設OK便利店、銀行櫃員機、多間診所等及富泰街市；一樓茶餐廳漁樂、肯德基、包點先生餐廳及多類型商戶；二樓設百佳超級市場及多類型商戶，包括日本城、萬寧、鞋店及多間診所等。食肆包括茶餐廳翠河、羊城酒樓、麥當勞餐廳和大快活。商場上為服務設施大樓。

#### 富泰街市
富泰街市於2017年11月開始翻新，2018年1月16日完成重開，改稱為「鮮薈市場 · 富泰」。多間從2001年開業的租戶因無法負擔加租壓力而結業，只有少量繼續經營。到2020年10月尾，為期3年的租約到期，部份商戶加租達5成。有6間商戶因無法承擔加租壓力，已經結束營業。區議員何國豪批評街市管理公司「光亮實業」趕絕現有的租戶，發展不符合公共屋邨的居民的需求。

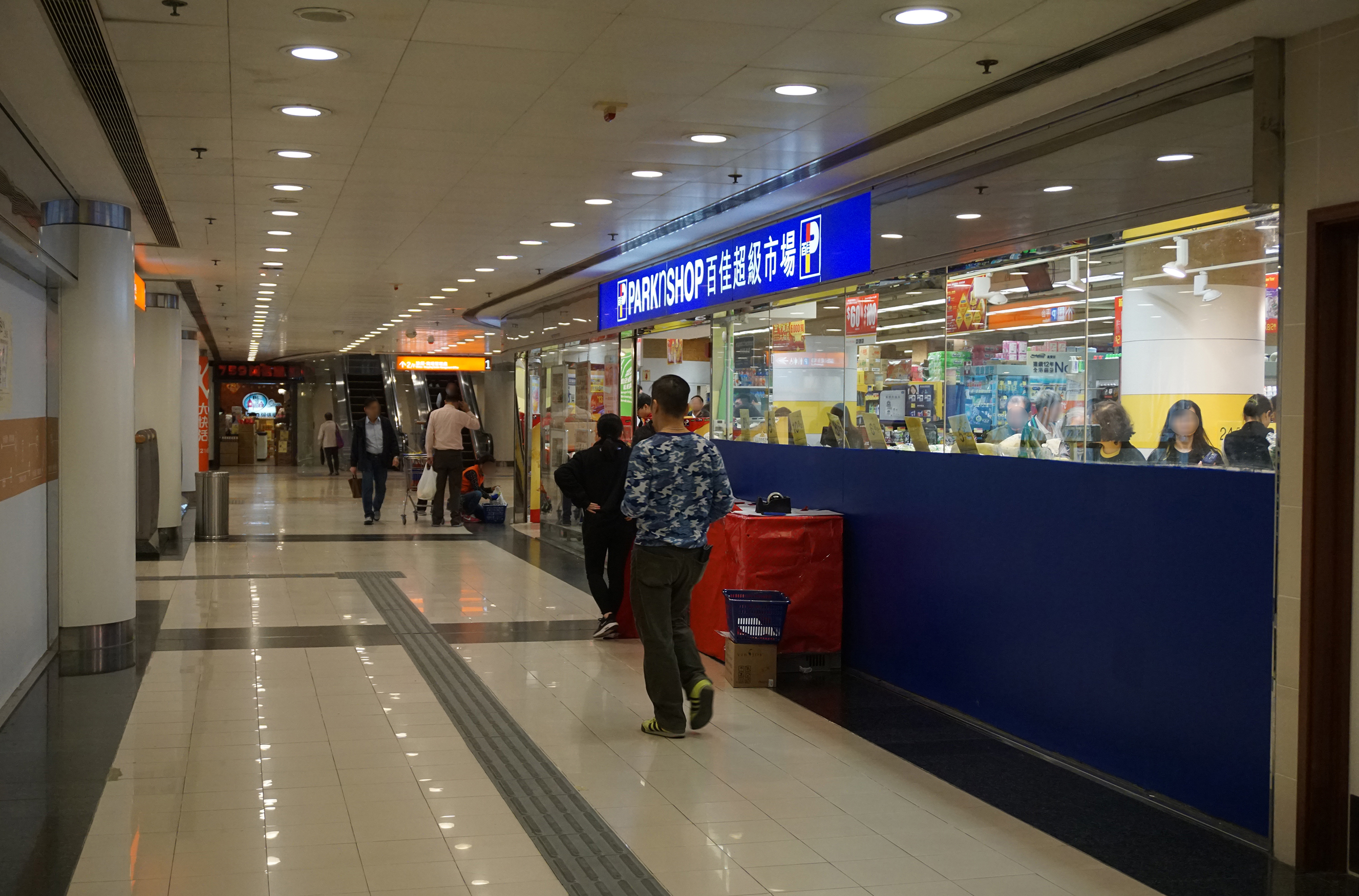
富泰商場1樓
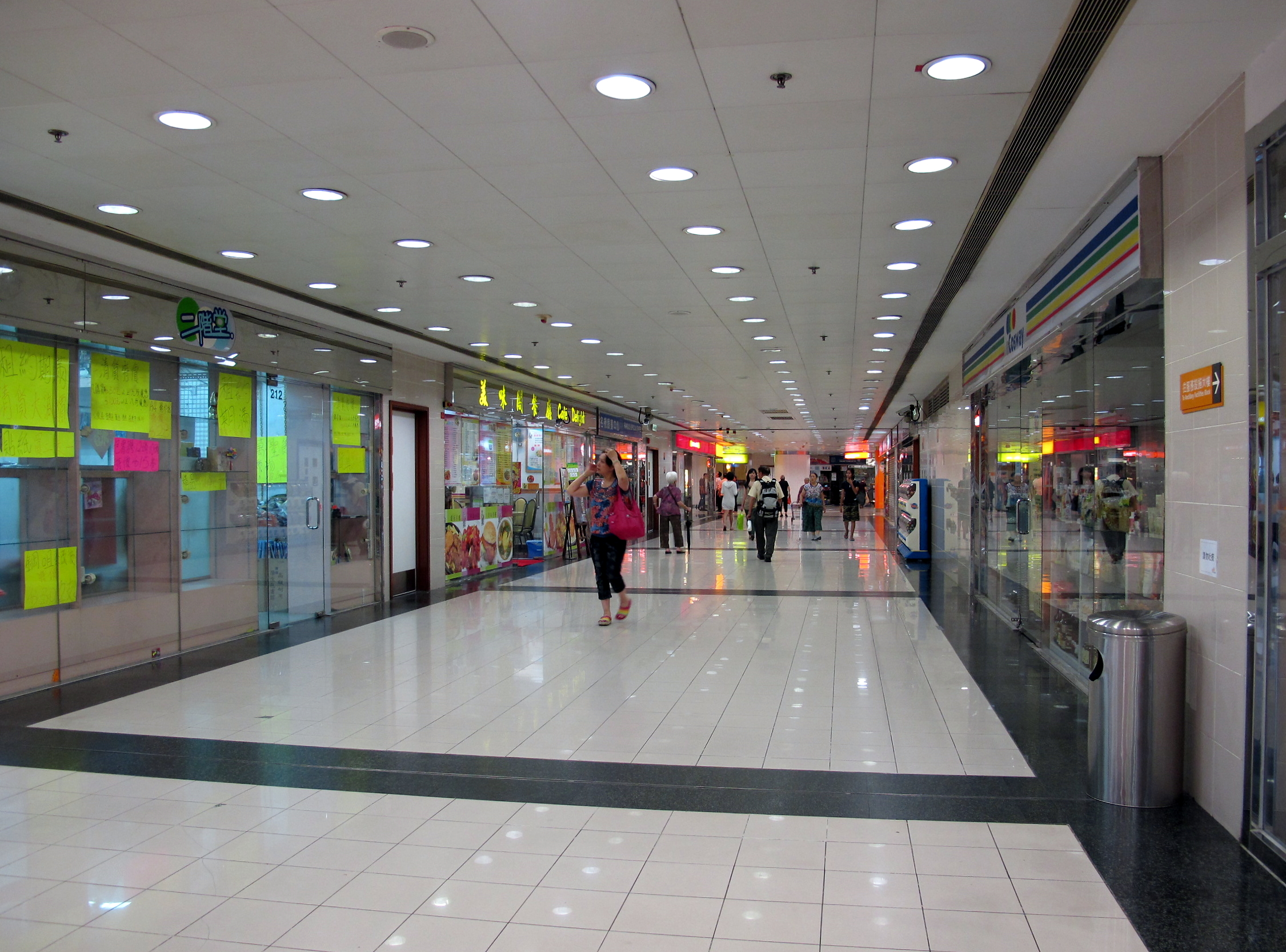
富泰商場2樓（2）
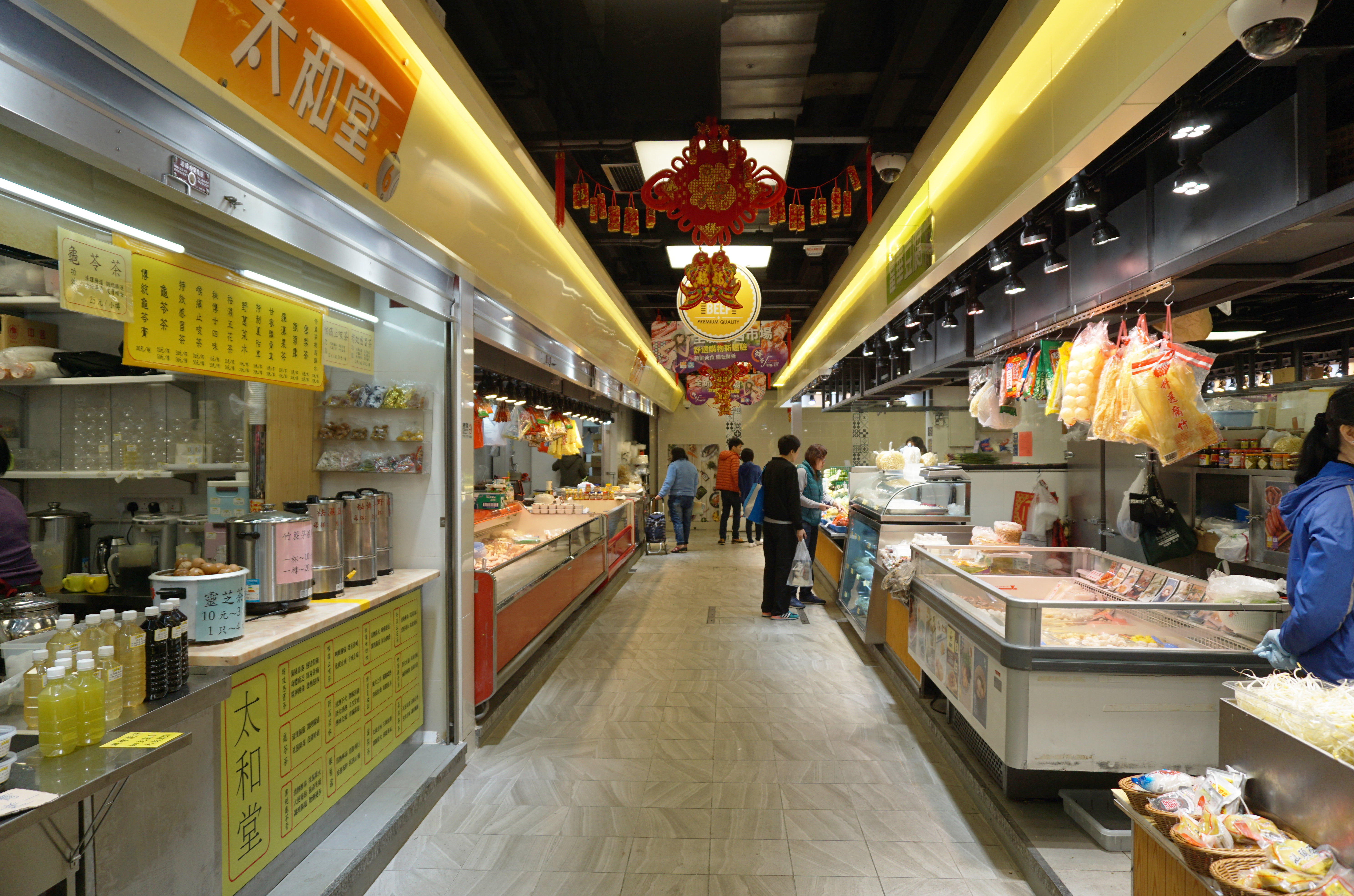
富泰鮮薈市場涼茶舖及凍肉店
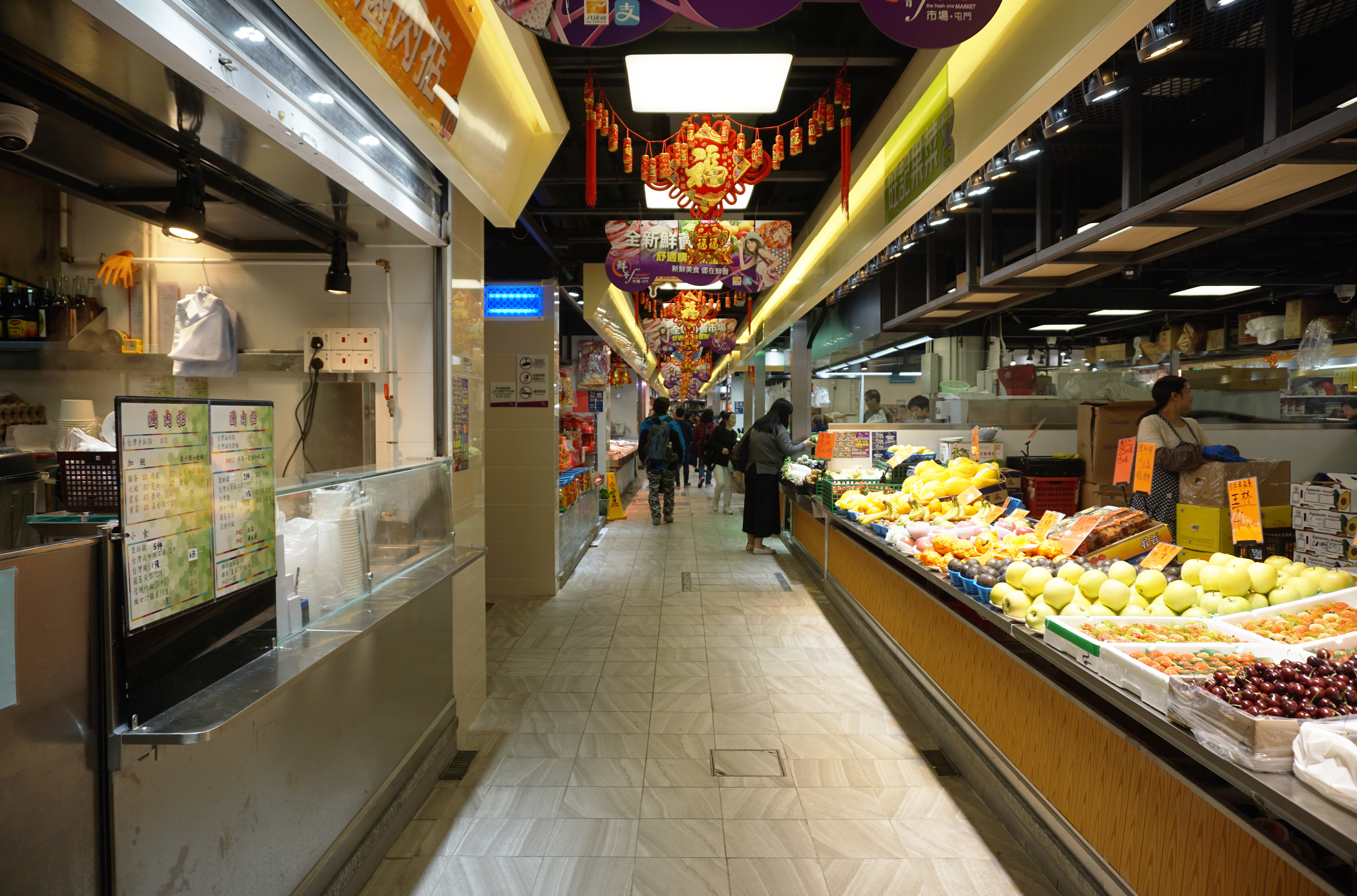
富泰鮮薈市場滷肉店及水果檔
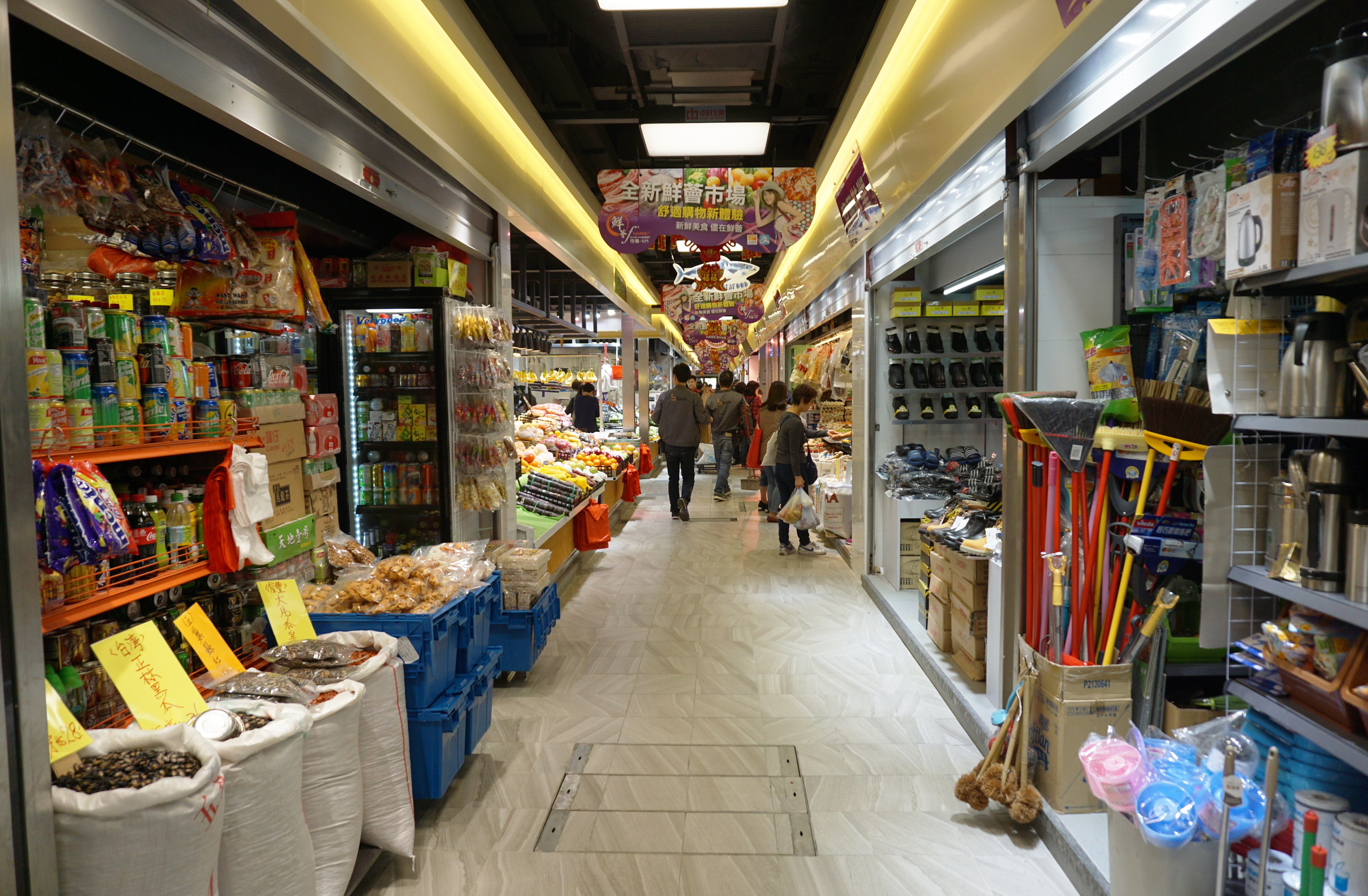
富泰鮮薈市場海味雜貨店、鞋店及家品店
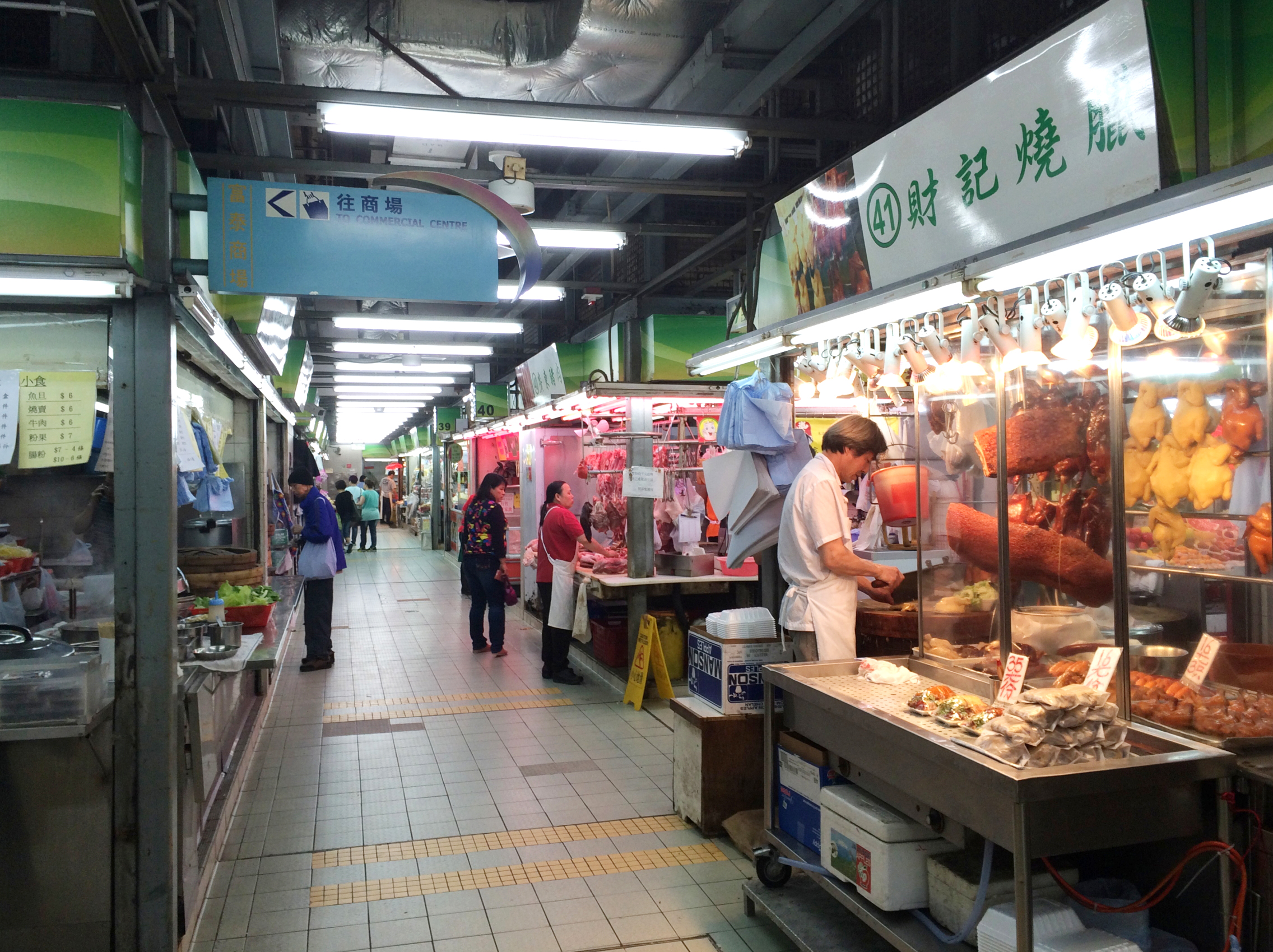
翻新前的富泰街市
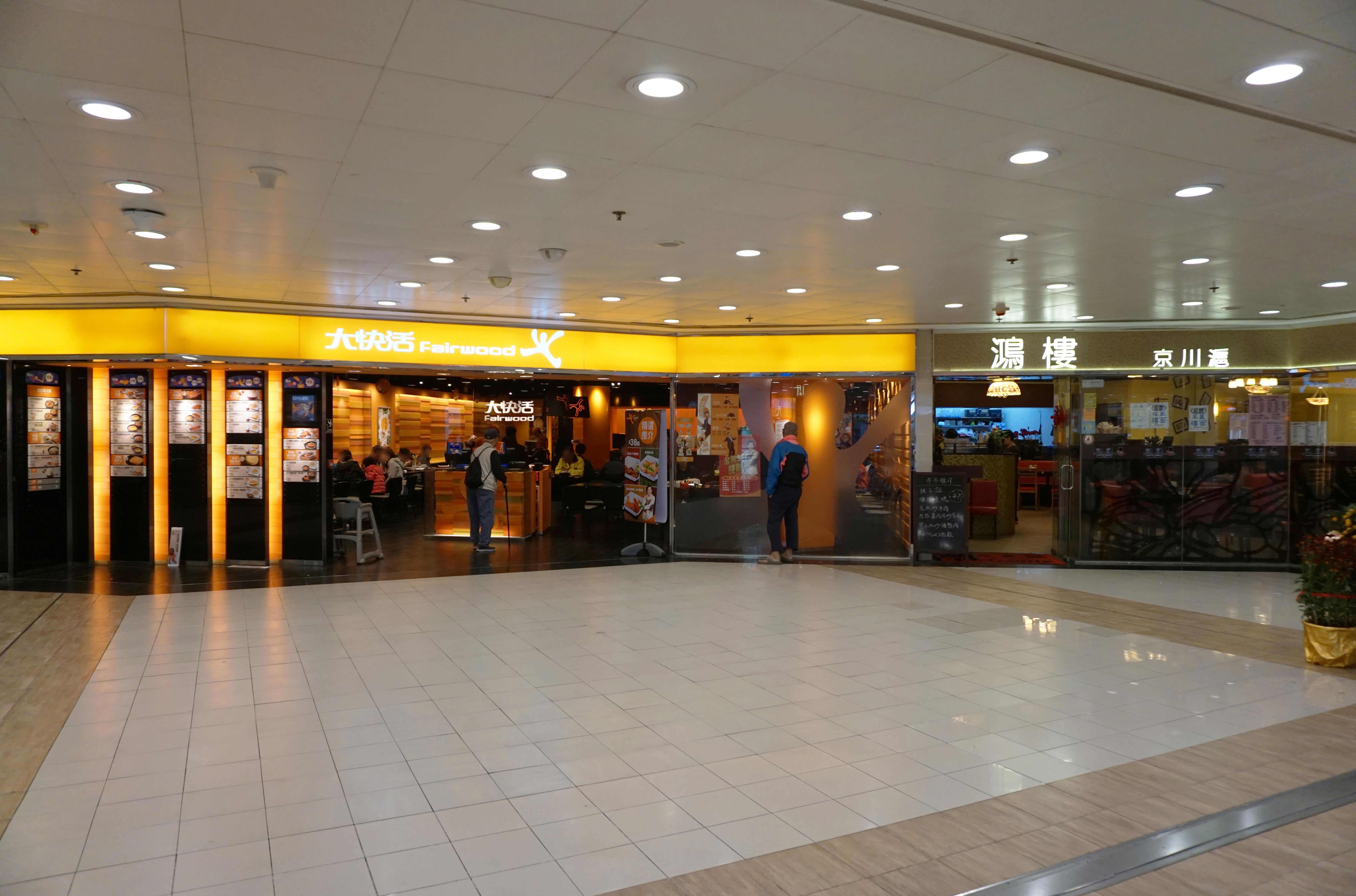
富泰商場2樓
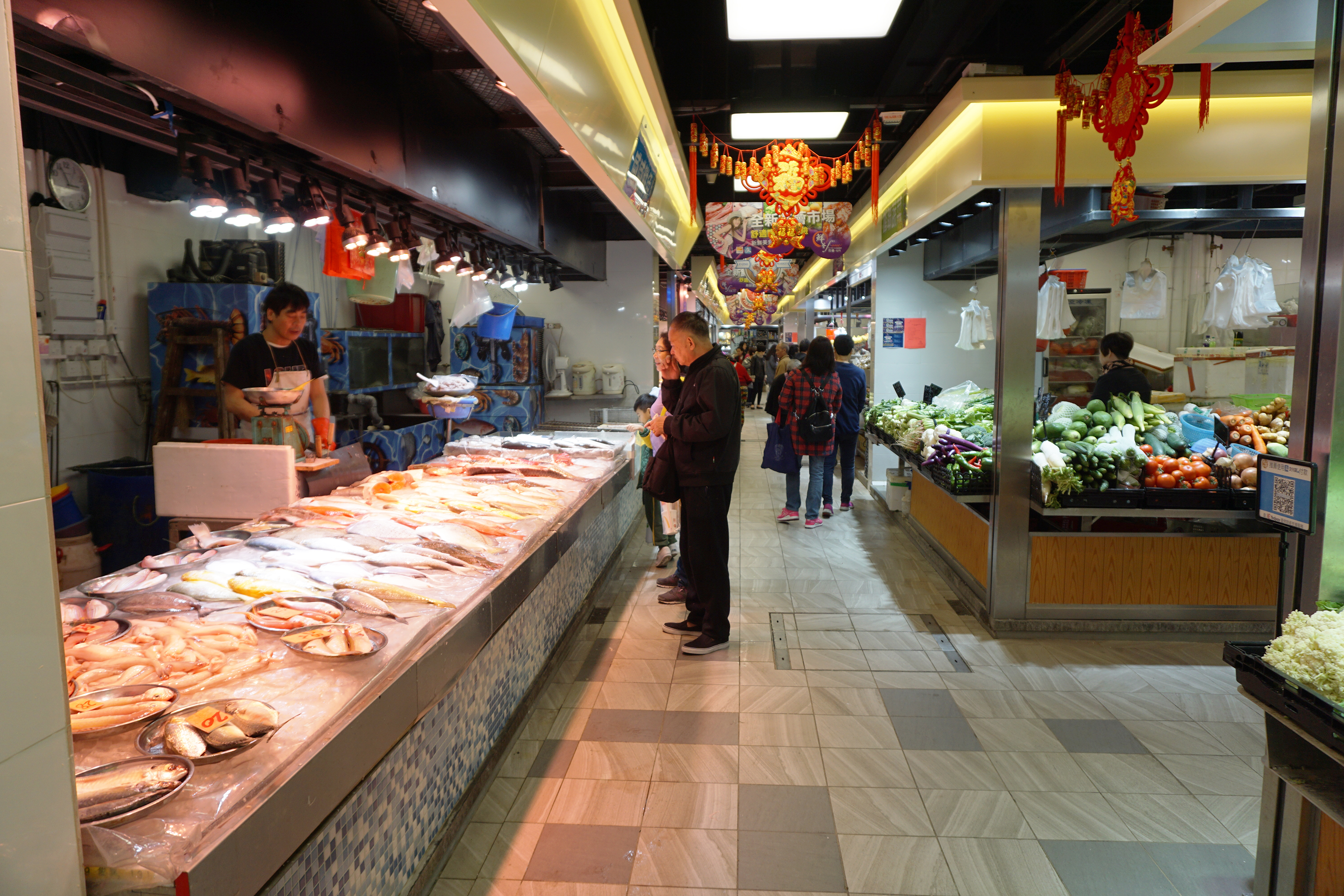
富泰鮮薈市場魚檔及菜檔

| 遊樂設施 |
| --- |
| - 籃球場 - 排球場 - 兒童遊樂場 - 健體區及兒童遊樂場（3） - 健體區（3） - 兒童遊樂場（4） - 健體區（4）及兒童遊樂場（5） - 兒童遊樂場（6）及健體區（5） - 健體區（6） - 兒童遊樂場（7） - 棋藝區 - 卵石路步行徑 - 有蓋行人道 - 羽毛球場 - 乒乓球枱 - 兒童遊樂場（2）及健體區（2） |

## 教育及福利設施

### 幼稚園及幼兒園
- 真理浸信會富泰幼稚園 （页面存档备份，存于）（2001年創辦）（位於富泰邨服務設施大樓1字樓）
- 樂善堂鄧德濂幼稚園 （页面存档备份，存于）（2001年創辦）（位於富泰邨服務設施大樓1字樓第2號幼稚園校舍）
- 路德會富泰幼兒園 （页面存档备份，存于）（2001年創辦）（位於富泰邨愛泰樓地下）

### 區議員辦事處
已結束
- 何國豪議員辦事處：秀泰樓地下5號[7]
- 陳文偉議員辦事處：秀泰樓地下5號[8]

## 途經交通

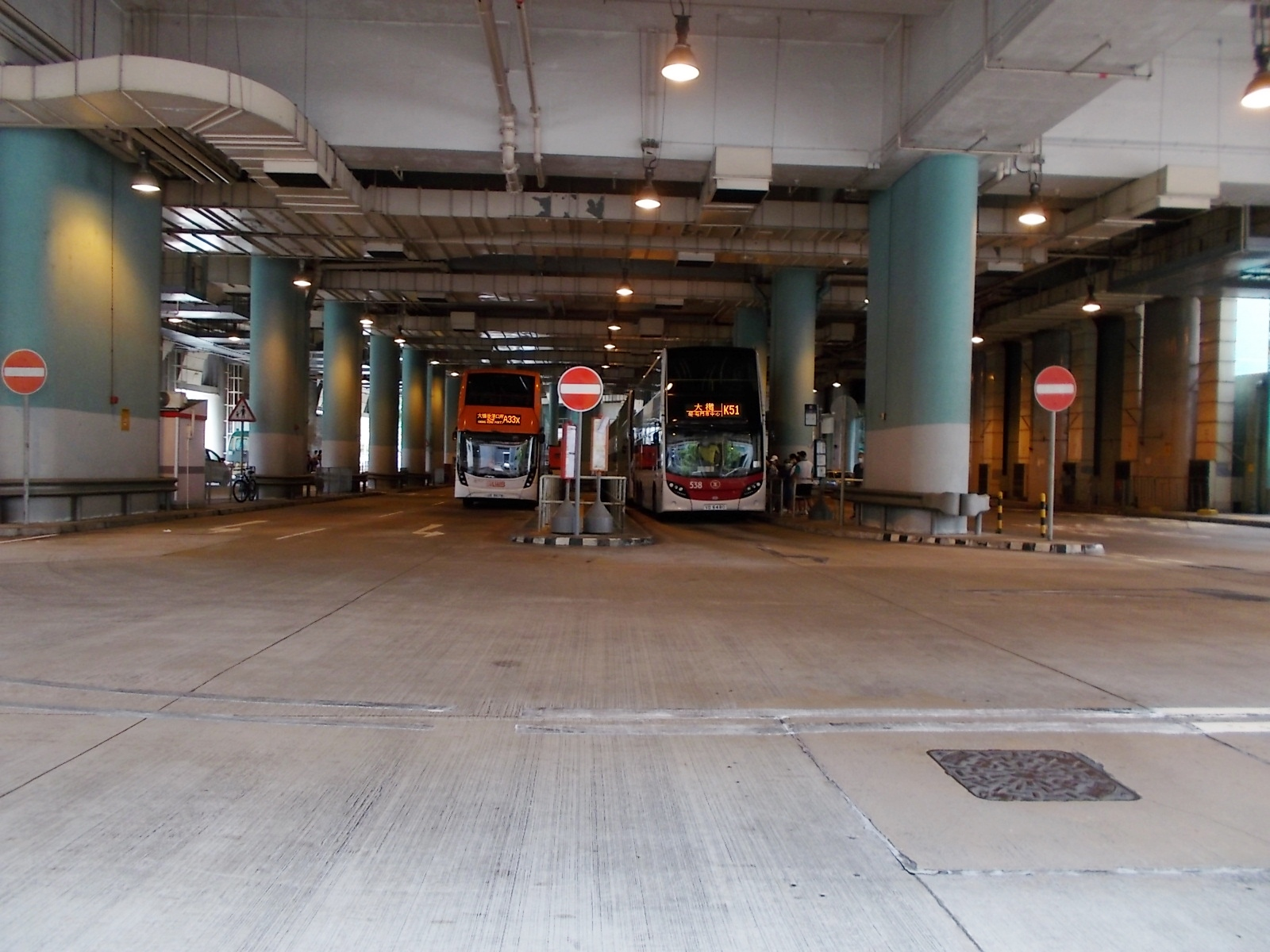
富泰公共運輸交匯處

## 事件

### 停電
2017年7月31日凌晨1時45分，邨內3座大廈（愛泰樓、美泰樓、秀泰樓）20樓以上突然停電，在氣溫高達31度情況下，約有百多名住戶叫苦連天，走到地面乘涼，同時大罵房屋署管理不善。中華電力表示因為大廈電掣房出現跳掣問題，已即時派員到場搶修，到3時45分大廈才恢復電力供應。

### 2019冠狀病毒病香港疫情
2021年2月6日，受到香港政府新冠肺炎抗疫措施下，富泰邨美泰樓被納入強制檢測公告。

## 外部連結
- 富泰邨 工程項目 保華建業 （页面存档备份，存于）
- 房委會物業位置及資料 富泰邨（页面存档备份，存于）